# Ma.Bra. E.P. Volume 4
Ma.Bra. E.P. Volume 4 è un singolo dell'anno 2008, del dj italiano Maurizio Braccagni in arte Ma.Bra.

## Tracce
1. Whenever, Wherever 5:25
2. One Love 5:22
3. Sad Emotion 5:35
4. Dr. Frankenstein (ft. Loopastylers) 5:17